# Chrysopogon pauciflorus
Chrysopogon pauciflorus là một loài thực vật có hoa trong họ Hòa thảo. Loài này được (Chapm.) Benth. ex Vasey mô tả khoa học đầu tiên năm 1883.